# Fasciolariidae
Die Fasciolariidae sind eine Familie kleiner bis sehr großer, ausschließlich mariner Schnecken, die weltweit in tropischen und gemäßigten Weltmeeren vorkommen. Die Vertreter der Familie sind Fleischfresser.

## Merkmale
Die spindelförmigen, doppelt konischen Gehäuse der Fasciolariidae haben ein längliches Gewinde, eine ovale Gehäusemündung und einen mittellangen bis langen Siphonalkanal. Sie sind bei ausgewachsenen Schnecken 1 bis 60 cm groß. Die Columella kann glatt sein oder basal einige spiralige Falten aufweisen. Oft haben die Gehäuse rötliche Farbtöne. Das Operculum ist hornig, dick und eiförmig bis krallenförmig. Die Radula hat schmale mittlere Zähne mit drei Höckern und breite seitliche Zähne mit zahlreichen kammähnlichen Höckern.
Die leuchtend roten Schnecken haben einen kleinen, schmalen Kopf mit kurzen Fühlern, an deren Basis außen die Augen sitzen, und einen wohl entwickelten Sipho. Die Proboscis kann sehr weit verlängert werden.
Die Tiere sind getrenntgeschlechtlich mit innerer Befruchtung. Die Eier entwickeln sich in Eikapseln, denen bei den meisten Arten fertige Jungschnecken entschlüpfen, in einigen Fällen frei schwimmende Veliger-Larven, die erst nach einer pelagischen Phase zur Schnecke metamorphosieren.

## Lebensweise, Vorkommen und Verbreitung
Die Fasciolariidae sind weltweit in sämtlichen tropischen und gemäßigten Meeren verbreitet. Den größten Artenreichtum hat die Familie im Indopazifik. Sie leben im marinen Milieu auf Sand, Schlamm oder Kies. Die Arten der Fasciolariidae sind Fleischfresser, die sich großenteils von Schnecken, Muscheln, Polychaeten und Rankenfußkrebsen ernähren.
Zu den Fasciolariidae gehören unter anderen die im Westatlantik lebende Art Pleuroploca gigantea und die ebendort vorkommende Echte Tulpenschnecke (Fasciolaria tulipa).

## Systematik
Nach Bouchet und Rocroi (2005) ist die Familie Fasciolariidae eine von sechs Familien in der Überfamilie Buccinoidea. Sie unterteilen die Familie Fasciolariidae in drei Unterfamilien:
- Fasciolariinae Gray, 1853
- Fusininae Wrigley, 1927 – Synonyme: Fusinae Swainson, 1840 (inv.); Cyrtulidae MacDonald, 1869; Streptochetinae Cossmann, 1901
- Peristerniinae Tryon, 1880 – Synonym: Latiridae Iredale, 1929